# La Cañada, Tejupilco
La Cañada är en ort i kommunen Tejupilco i delstaten Mexiko i Mexiko. Samhället hade 118 invånare vid folkräkningen 2020.